# Championnats du monde féminins de boxe amateur 2012
Navigation
Édition précédente Édition suivante
Les 7e championnats du monde de boxe amateur  féminins se sont déroulés du 9 au 19 mai 2012 à Qinhuangdao, Chine. 
Organisées par l'AIBA (Association internationale de boxe amateur), les compétitions ont opposé des boxeuses dans 10 catégories de poids différentes. 

## Résultats

### Podiums
| Catégories                  | Or                  | Argent             | Bronze                              |
| Poids mi-mouches (-48 kg)   | Josie Gabuco        | Xu Shiqi           | Nazym Kazibay Svetlana Gnevanova    |
| Poids mouches (-51 kg)      | Ren Cancan          | Nicola Adams       | Karolina Michalczuk Elena Savelyeva |
| Poids coqs (-54 kg)         | Alexandra Kuleshova | Terry Gordini      | Christina Cruz Liu Kejia            |
| Poids plumes (-57 kg)       | Tiara Brown         | Sandra Kruk        | Svetlana Kamenova Lisa Whiteside    |
| Poids légers (-60 kg)       | Katie Taylor        | Sofya Ochigava     | Mavzuna Chorayeva Natasha Jonas     |
| Poids super-légers (-64 kg) | Pak-Kyong Ok        | Magdalena Stelmach | Daria Abramova Mikaela Mayer        |
| Poids welters (-69 kg)      | Maria Badulina      | Raquel Miller      | Marichelle de Jong Irina Poteyeva   |
| Poids moyens (-75 kg)       | Savannah Marshall   | Elena Vystropova   | Anna Laurell Nadezda Torlopova      |
| Poids mi-lourds (-81 kg)    | Yuan Meiqing        | Franchon Crews     | Timea Nagy Svetlana Kosova          |
| Poids lourds (+81 kg)       | Li Yunfei           | Yuldus Mamatkulova | Kavita Chahal Irina Sinetskaya      |

### Tableau des médailles
| Place | Pays              | Médaille d'or, monde | Médaille d'argent, monde | Médaille de bronze, monde | Total |
| ----- | ----------------- | -------------------- | ------------------------ | ------------------------- | ----- |
| 1     | Chine             | 3                    | 1                        | 1                         | 5     |
| 2     | États-Unis        | 1                    | 3                        | 2                         | 6     |
| 3     | Russie            | 1                    | 1                        | 7                         | 9     |
| 4     | Angleterre        | 1                    | 1                        | 2                         | 4     |
| 5     | Irlande           | 1                    | 0                        | 0                         | 1     |
| 5     | Philippines       | 1                    | 0                        | 0                         | 1     |
| 5     | Corée du Nord     | 1                    | 0                        | 0                         | 1     |
| 5     | Ukraine           | 1                    | 0                        | 0                         | 1     |
| 9     | Pologne           | 0                    | 2                        | 1                         | 3     |
| 10    | Azerbaïdjan       | 0                    | 1                        | 0                         | 1     |
| 10    | Italie            | 0                    | 1                        | 0                         | 1     |
| 12    | Hongrie           | 0                    | 0                        | 1                         | 1     |
| 12    | Tadjikistan       | 0                    | 0                        | 1                         | 1     |
| 12    | Pays-Bas          | 0                    | 0                        | 1                         | 1     |
| 12    | Suède             | 0                    | 0                        | 1                         | 1     |
| 12    | Kazakhstan        | 0                    | 0                        | 1                         | 1     |
| 12    | Bulgarie          | 0                    | 0                        | 1                         | 1     |
| 12    | Inde              | 0                    | 0                        | 1                         | 1     |
| Total | 18 pays médaillés | 10                   | 10                       | 20                        | 40    |